# Panamerikanische Spiele 2015/Leichtathletik – 4 × 100 m der Frauen
Die 4-mal-100-Meter-Staffel der Frauen bei den Panamerikanischen Spielen 2015 fand am 24. und 25. Juli im CIBC Pan Am und Parapan Am Athletics Stadium in Toronto statt.
46 Läuferinnen aus elf Ländern nahmen an den Läufen teil. Die Goldmedaille gewann die Staffel aus den Vereinigten Staaten nach 42,58 s, was auch ein neuer Rekord der Panamerikanischen Spiele war. Silber ging an Jamaika mit 42,68 s und die Bronzemedaille gewann Kanada mit 43,00 s.

## Rekorde
Vor dem Wettbewerb galten folgende Rekorde:
| Weltrekord        | Vereinigte Staaten Tianna Madison, Allyson Felix Bianca Knight, Carmelita Jeter | 40,82 s | Olympische Spiele in London, Vereinigtes Königreich | 10. August 2012 |
| Rekord der Spiele | Jamaika Peta-Gaye Dowdie, Kerry-Ann Richards Aleen Bailey, Beverly Grant        | 42,62 s | Panamerikanische Spiele in Winnipeg, Kanada         | 30. Juli 1999   |

## Halbfinale
Aus den zwei Halbfinalläufen qualifizierten sich die jeweils drei Ersten jedes Laufes – hellblau unterlegt – und zusätzlich die zwei Zeitschnellsten – hellgrün unterlegt – für das Finale.

### Lauf 1
24. Juli 2015, 19:45 Uhr
| Platz | Bahn | Land        | Athletinnen                                                             | Zeit (s) |
| ----- | ---- | ----------- | ----------------------------------------------------------------------- | -------- |
| 1     | 7    | Jamaika     | Samantha Henry-Robinson Sherone Simpson Schillonie Calvert Simone Facey | 42,82    |
| 2     | 5    | Kanada      | Crystal Emmanuel Kimberly Hyacinthe Jellisa Westney Khamica Bingham     | 42,98    |
| 3     | 6    | Brasilien   | Vitória Cristina Rosa Vanusa dos Santos Bruna Farias Rosângela Santos   | 43,24    |
| 4     | 3    | Venezuela   | Lexabeth Hidalgo Andrea Purica Nediam Vargas Wilmary Álvarez            | 44,36    |
| 5     | 2    | Puerto Rico | Dayleen Santana Celiangeli Morales Beatriz Cruz Genoiska Cancel         | 44,39    |
| 6     | 4    | Chile       | Josefina Gutiérrez Isidora Jiménez Fernanda Mackenna Paula Goñi         | 45,38    |

### Lauf 2
24. Juli 2015, 20:00 Uhr
| Platz | Bahn | Land                | Athletinnen                                                        | Zeit (s) |
| ----- | ---- | ------------------- | ------------------------------------------------------------------ | -------- |
| 1     | 4    | Vereinigte Staaten  | Barbara Pierre LaKeisha Lawson Morolake Akinosun Kaylin Whitney    | 43,07    |
| 2     | 3    | Bahamas             | Devynne Charlton Tayla Carter Sheniqua Ferguson Adanaca Brown      | 44,34    |
| 3     | 5    | Kuba                | Geylis Montes Arialis Gandulla Dulaimi Odelín Belkis Milanes       | 44,58 SB |
| 4     | 7    | Ecuador             | Kenya Quiñónez Marizol Landázuri Yuliana Angulo Viviana de la Cruz | 44,64    |
|       | 6    | Trinidad und Tobago | Kamaria Durant Kelly-Ann Baptiste Semoy Hackett Reyare Thomas      | DNF      |

## Finale
25. Juli 2015, 19:40 Uhr
| Platz | Bahn | Land               | Athletinnen                                                            | Zeit (s) |
| ----- | ---- | ------------------ | ---------------------------------------------------------------------- | -------- |
|       | 4    | Vereinigte Staaten | Barbara Pierre LaKeisha Lawson Morolake Akinosun Kaylin Whitney        | 42,58 PR |
|       | 3    | Jamaika            | Samantha Henry-Robinson Kerron Stewart Schillonie Calvert Simone Facey | 42,68    |
|       |      | Kanada             | Crystal Emmanuel Kimberly Hyacinthe Jellisa Westney Khamica Bingham    | 43,00    |
| 4     | 8    | Brasilien          | Vitória Cristina Rosa Vanusa dos Santos Bruna Farias Rosângela Santos  | 43,01    |
| 5     | 2    | Venezuela          | Wilmary Álvarez Andrea Purica Nediam Vargas Nercely Soto               | 44,13 SB |
| 6     | 1    | Puerto Rico        | Dayleen Santana Celiangeli Morales Beatriz Cruz Genoiska Cancel        | 44,27    |
| 7     | 6    | Bahamas            | Devynne Charlton Sheniqua Ferguson Tayla Carter Adanaca Brown          | 44,38    |
|       | 7    | Kuba               | Belkis Milanes Arialis Gandulla Geylis Montes Dulaimi Odelín           | DNF      |